# Statues-menhirs du groupe provençal

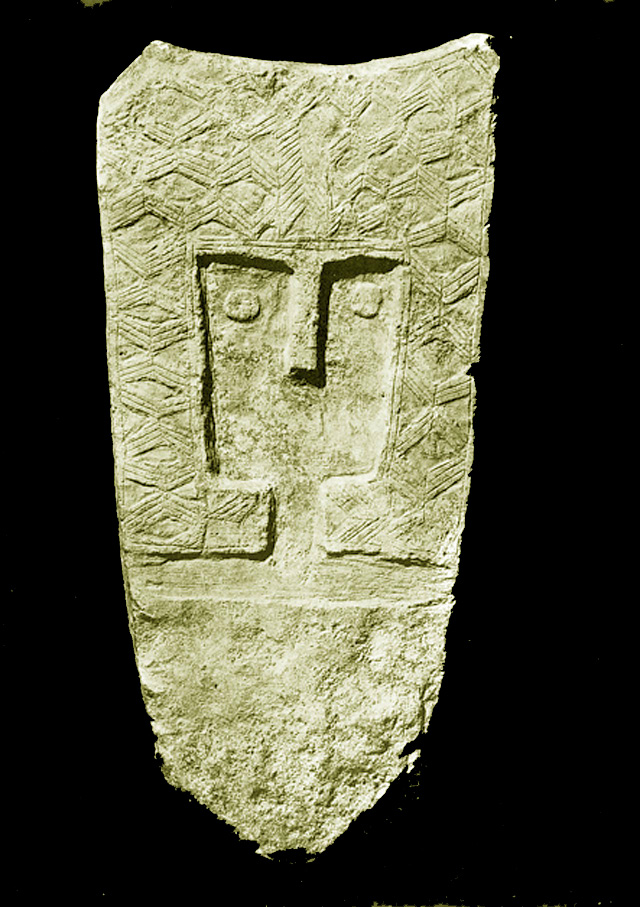
Stèle de Lauris, type « décor à chevrons ».

Les statues-menhirs du groupe provençal sont un ensemble d'une cinquantaine de petites stèles anthropomorphes, datées du Néolithique, assimilées à des statues-menhirs, qui doivent leur nom à leur découverte dans les départements des Bouches-du-Rhône, du Vaucluse et des Alpes-de-Haute-Provence.

## Historique
Un premier ensemble de huit stèles est découvert en 1838 à la Puagère du Rocher dans le quartier du vieux Sénas désormais conservé au musée Calvet d'Avignon, puis un second ensemble en 1870 à la Bastidonne à Trets, désormais conservé au Musée d'Archéologie nationale. A ce jour, le groupe provençal comprend une soixantaine de petites stèles.

## Description
Il s'agit de petites stèles, les deux exemplaires entiers mesurent de 0,26 à 0,46 m (les autres ont été découvertes fragmentées), ne comportant que la représentation d'un visage, pour lesquelles la qualification de statue-menhir paraît un peu excessive. À la suite des travaux de Sylvain Gagnière, on les classent généralement dans deux groupes différents : le groupe dit « venaissin » ou « stèles à cupules » et le groupe dit « des stèles à décor de chevrons ». Un troisième groupe, dit « des stèles lisses à décor peint » ou « stèles de type Château Blanc »,,, n'a été identifié qu'à la fin des années 1990. Le groupe des « stèles à décor de chevrons » et celui des « stèles lisses à décor peint » présentent des parentés (morphologie, usage de colorants, contexte chronologique) sans pour autant que l'on puisse établir des relations clairement définies.
Le groupe « venaissin » comporte seulement trois exemplaires. Ces trois stèles ont été découvertes dans le Vaucluse (Avignon, L'Isle-sur-la-Sorgue) et les Alpes-de-Haute-Provence. Ces stèles sont de petite taille de 0,25 à 0,45 m de hauteur, en forme de borne avec un sommet arrondi et une base plane permettant de les poser au sol. Le décor est disposé en arc de cercle. La figure anthropomorphe est très schématisée, avec des sourcils arrondis, des yeux traités en creux, mais sans décoration, et systématiquement associée avec des cupules disposées sur les différentes faces de la stèle,. Elles sont sculptées dans des blocs de molasse calcaire. Ces stèles comportent des éléments comparables au groupe languedocien dont elles constitueraient une extension orientale.

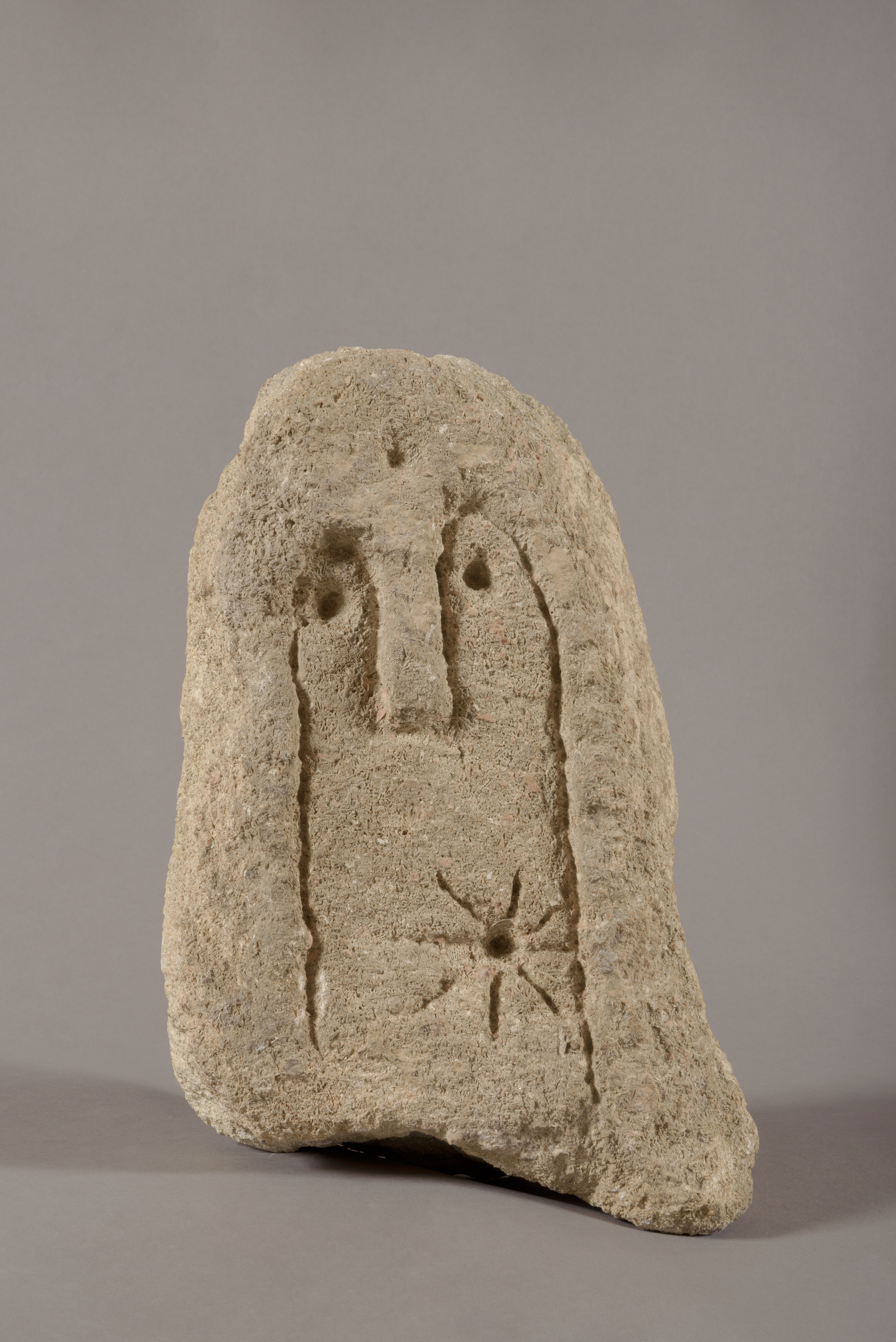
Stèle du rocher des Doms, type « venaissin ».
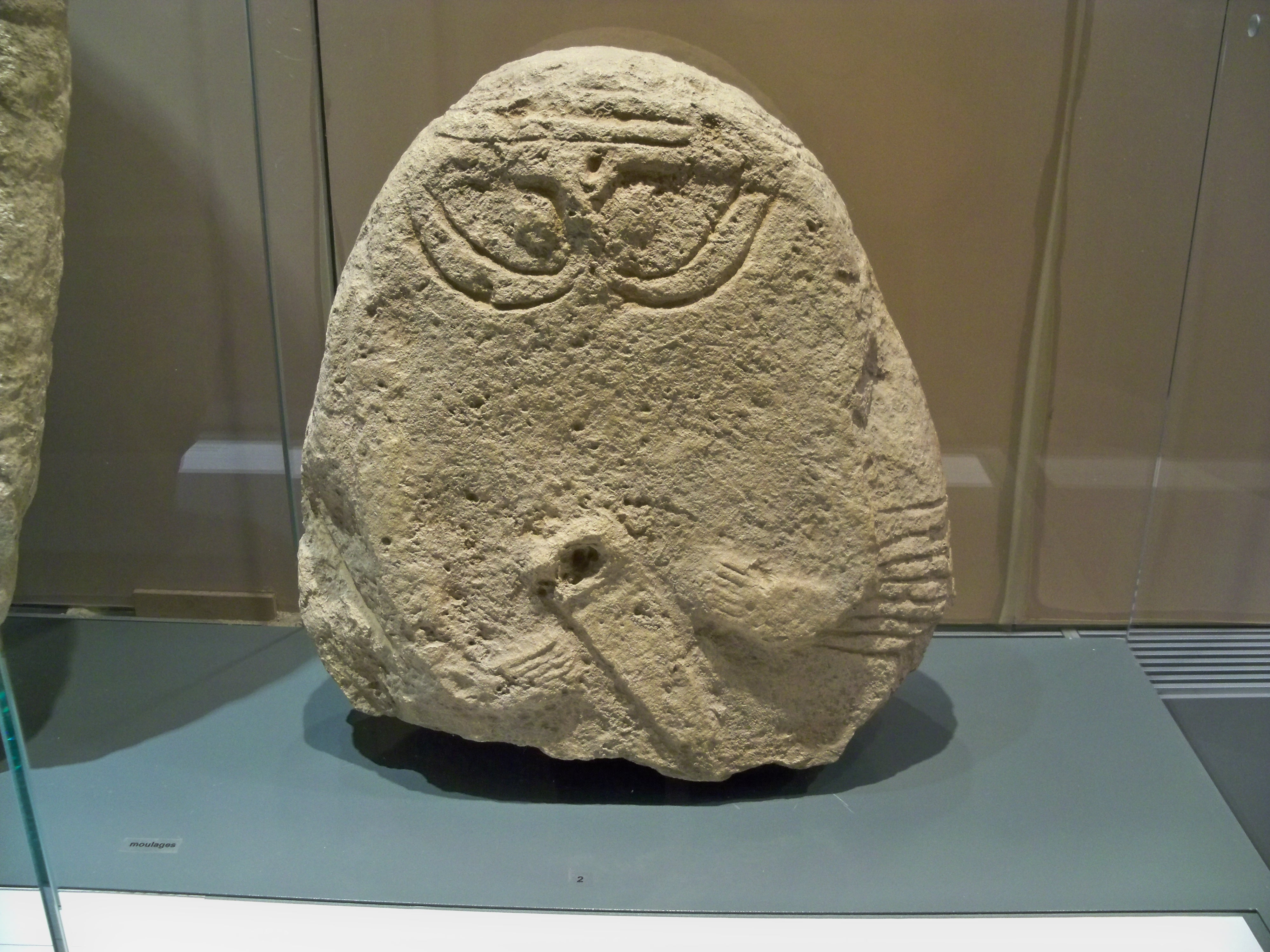
Stèle au musée préhistorique de Quinson, type « venaissin ».
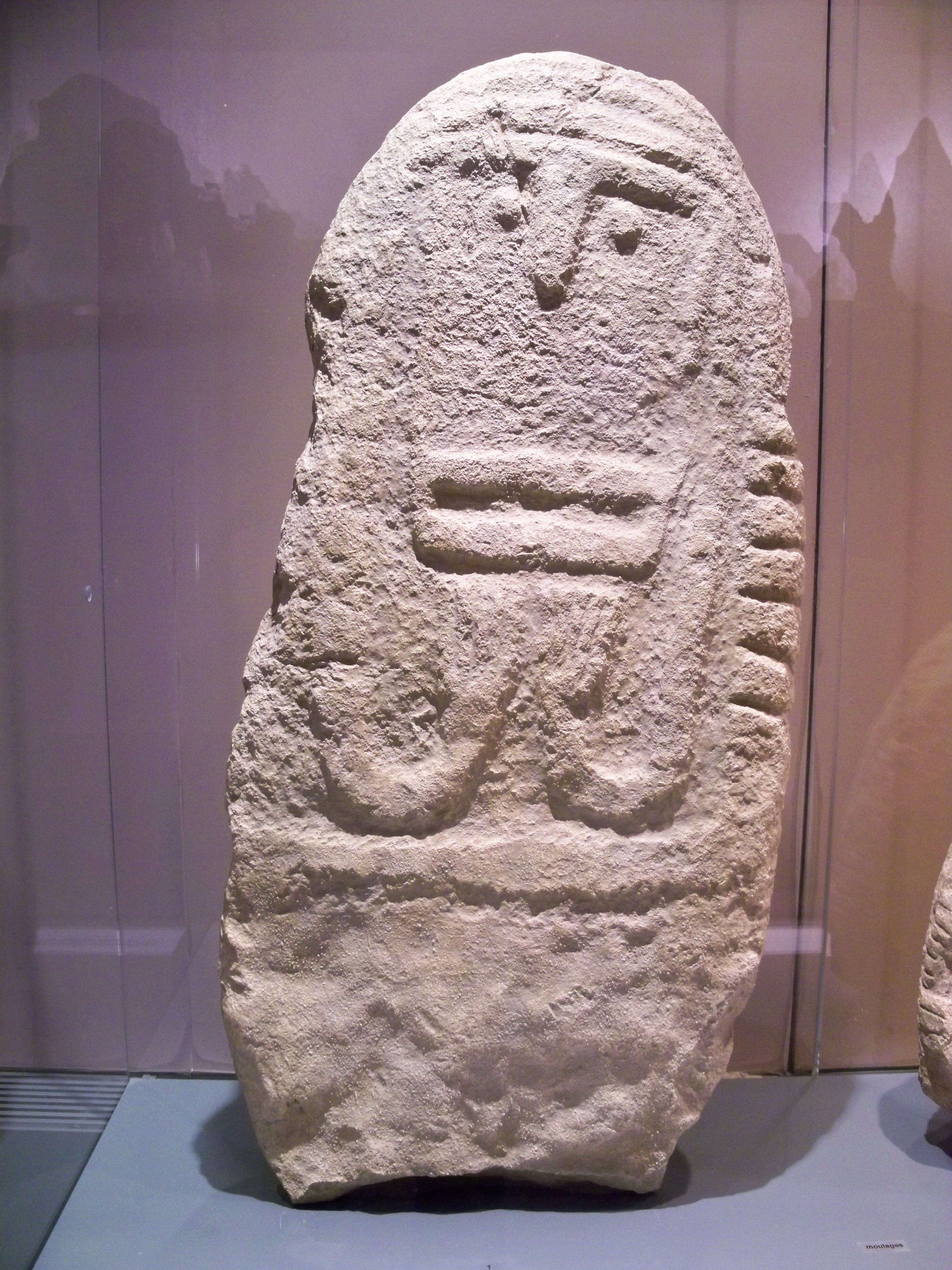
Stèle au musée préhistorique de Quinson, type « venaissin ».
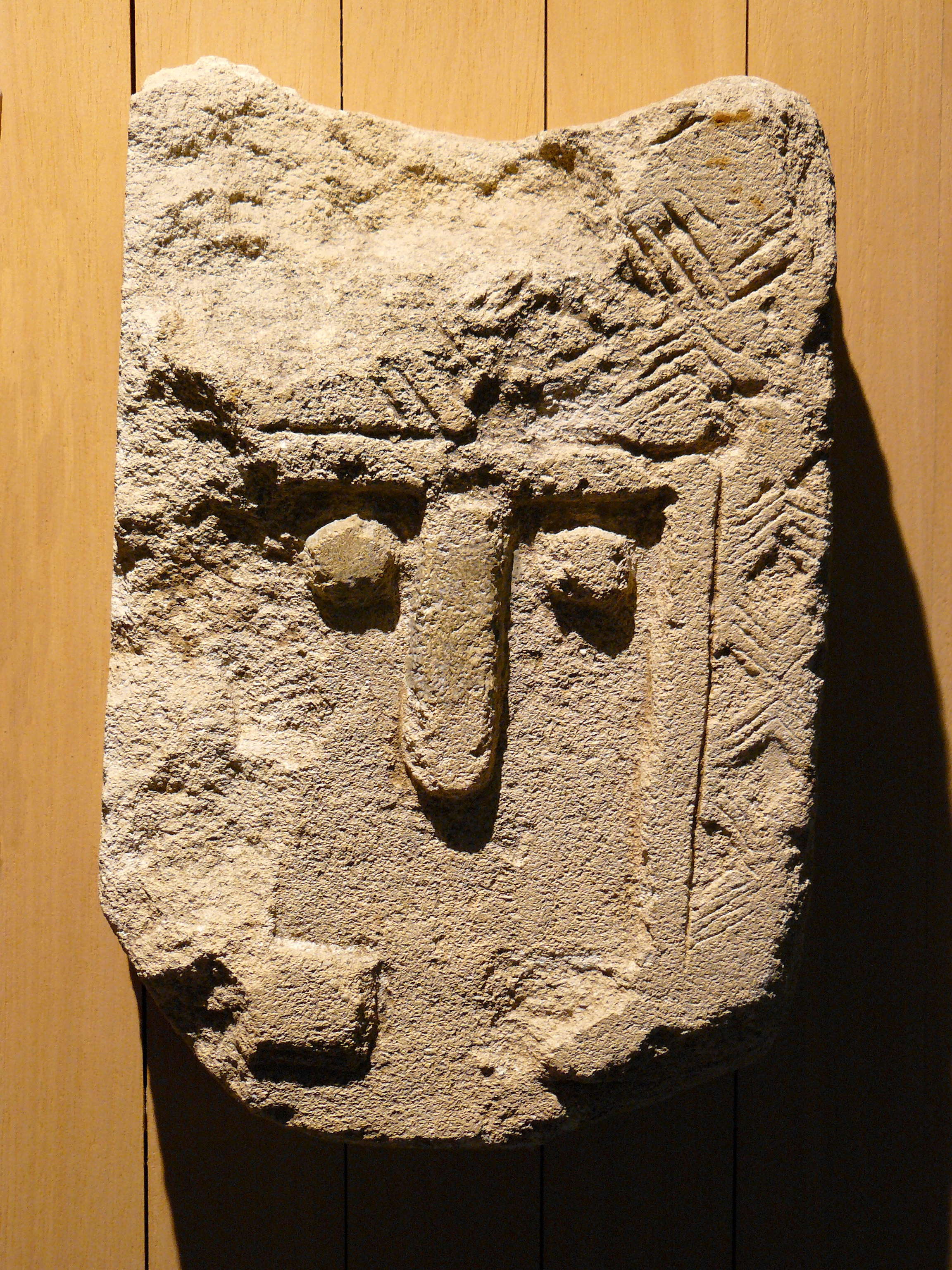
Stèle de Cavaillon, type « décor à chevrons ».

Le groupe « des stèles à décor de chevrons » semble lié au bassin de la Durance. Il comporte des stèles légèrement plus hautes (0,30 à 0,50 m) que celles du groupe venaissin avec un large sommet horizontal et une extrémité inférieure destinée à être plantée dans le sol. Les motifs du décor sont rectilignes (hachures), géométriques (chevrons) et les cupules inexistantes. Le visage, rectangulaire, est dessiné en creux avec un bloc nez-sourcils en relief et des yeux en relief (Cavaillon, Puyvert n°1 et n°2) ou en creux (Font de Malte). Il est entouré de motifs gravés très fins et soignés (Puyvert n°1 et n°2, Font de Malte) ou plus sommaires (Sénas, Mont Sauvy) parfois interprétés comme une représentation des cheveux. Les traits du visage sont parfois très abstraits (Trets). Les décors gravés étaient rehaussés par des pigments de couleur rouge (cinabre ou ocre) mais dans certains les stèles étaient probablement uniquement peintes, et avec la disparition de la peinture, il n'en demeure que des stèles aniconiques qui n'ont pu être identifiées que par le travail de préparation de la pierre (Château-Blanc, L'Ubac). La pierre, un calcaire dur à grain fin, n'est sculptée que sur une seule face.
Le groupe dit « des stèles lisses à décor peint » comprend sept stèles découvertes à Château Blanc (Ventabren), les deux stèles découvertes dans le dolmen de l'Ubac et deux stèles découvertes en réemploi dans le dolmen du Pouget. Elles ne comportent pas de décor gravé, mais soigneusement préparées, elles portent des traces de pigment rouge (bauxite à Château-Blanc).
Ces stèles ont souvent été découvertes dans un contexte archéologique funéraire mais il existe quelques cas d'association avec des stations de plein-air. Les découvertes anciennes n'ont pas toutes été réalisées dans des conditions optimales et leur utilisation primaire dans un contexte différent avec remploi funéraire ultérieur n'est par conséquent pas exclu. Jean Arnal les avait attribuées au Néolithique moyen (entre 3800 et 360 avant J.-C.) et les découvertes les plus récentes (Château-Blanc, Gargas) ont confirmé cette chronologie.